# Каменица (приток на Вит)
Вижте пояснителната страница за други значения на Каменица.
Каменица или Каменка е река в Северна България, област Ловеч – общини Угърчин и Луковит, десен приток на река Вит. Дължината ѝ е 49 km. Река Каменица е най-големият приток на Вит.
Река Каменица извира от югозападните части на Ловчанските височини, на Предбалкана, западно от село Соколово, община Ловеч, в близост до хижа „Бялка“, на 600 m н.в. До устието на Сопотска (Батънска) река тече на запад в тясна и залесена долина, след което завива на северозапад и долината ѝ се разширява. След град Угърчин, в района на махала Съботиновци образува живописен пролом и се насочва на север. Преди село Бежаново преминава през втори красив пролом, приема отдясно най-големия си приток Катунецка река, преминава през поредния пролом и се влива отдясно в река Вит на 136 m н.в., на 1,4 km северозападно от Бежаново.
Площта на водосборния басейн на Каменица е 498 km2, което представлява 15,4% от водосборния басейн на река Вит.
Притоци – → ляв приток, ← десен приток:
- → Сопотска река (Батънска река)
- → Лепетура
- ← Света
- ← Катунецка река

Среден годишен отток при село Бежаново 1,9 m3/s, с пролетен (март-юни) максимум и лятно-есенен (юли-октомври) минимум. Подхранването на реката е от дъждовни, снежни и карстови води.
По течението на реката са разположени 1 град и 2 села:
- Община Угърчин – град Угърчин, с. Драгана;
- Община Луковит – с. Бежаново.

Водите на Каменица се използват за напояване, като за целта по два от притоците ѝ са изградени язовирите „Морун“ и „Света“.
По долината на реката преминава участък (11,7 km Угърчин – Микре) от третокласен път № 307 от Държавната пътна мрежа Луковит – Угърчин – Микре.

## Топографска карта
- Лист от карта K-35-26. Мащаб: 1 : 100 000.
- Лист от карта K-35-25. Мащаб: 1 : 100 000.